# Wiktor Turbin
Wiktor Andriejewicz Turbin (ros. Виктор Андреевич Турбин, ur. 9 listopada 1923 w Bobrowie, zm. 8 sierpnia 1944 pod Białymstokiem) – radziecki wojskowy, młodszy porucznik, nagrodzony pośmiertnie tytułem Bohatera Związku Radzieckiego (1945).

## Życiorys
Urodził się w rodzinie robotniczej. W 1941 skończył szkołę średnią i w grudniu 1941 został powołany do Armii Czerwonej, od stycznia 1942 uczestniczył w wojnie z Niemcami. Był ranny w walkach, po wyleczeniu skierowano go do wojskowej szkoły piechoty w Uljanowsku, po ukończeniu której w sierpniu 1942 wrócił na front, 5 stycznia 1943 i 5 lutego 1943 był ponownie ranny. W 1944 był dowódcą plutonu piechoty 16 pułku piechoty 102 Dywizji Piechoty 29 Korpusu Piechoty 48 Armii 1 Frontu Białoruskiego w stopniu młodszego porucznika, 24 czerwca 1944 podczas forsowania rzeki Druć k. wsi Kołosy w rejonie rohaczowskim wyróżnił się przy przełamywaniu ufortyfikowanej obrony wroga, zabijając osobiście ponad niemieckich 10 żołnierzy; w ciągu dwóch następnych dni dowodzony przez niego pluton kontynuował natarcie, odpierając 4 kontrataki wroga i zadając mu duże straty w ludziach oraz niszcząc stacjonarny karabin maszynowy i 75-mm działo artyleryjskie. Zginął w walce pod Białymstokiem. Został pochowany w Wilkowie Nowym. 24 marca 1945 otrzymał pośmiertnie Złotą Gwiazdę Bohatera Związku Radzieckiego i Order Lenina.